# Leratiomyces squamosus
Leratiomyces squamosus är en svampart. Leratiomyces squamosus ingår i släktet Leratiomyces och familjen Strophariaceae.

## Underarter
Arten delas in i följande underarter:
- thraustus
- squamosus

## Källor

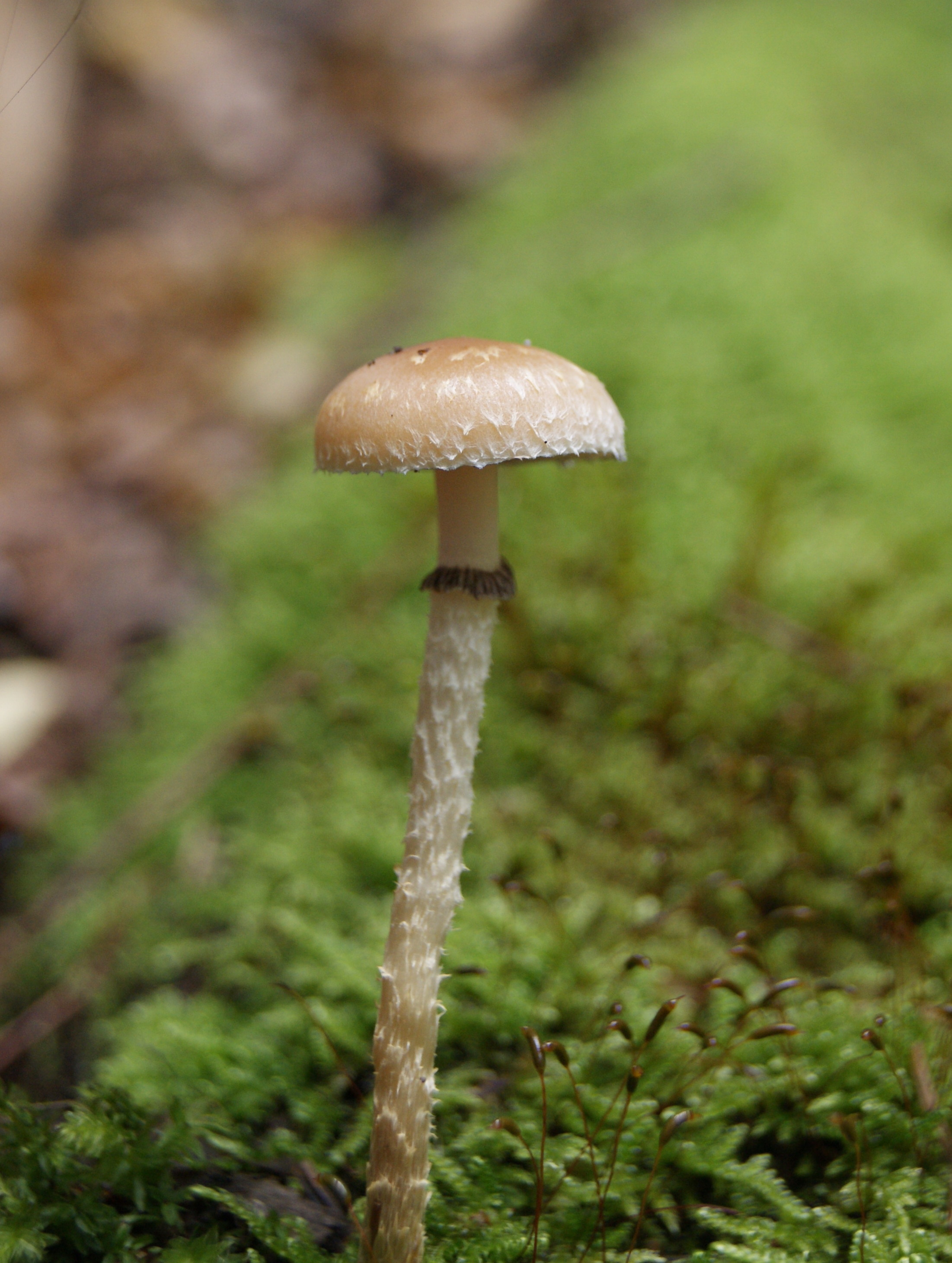
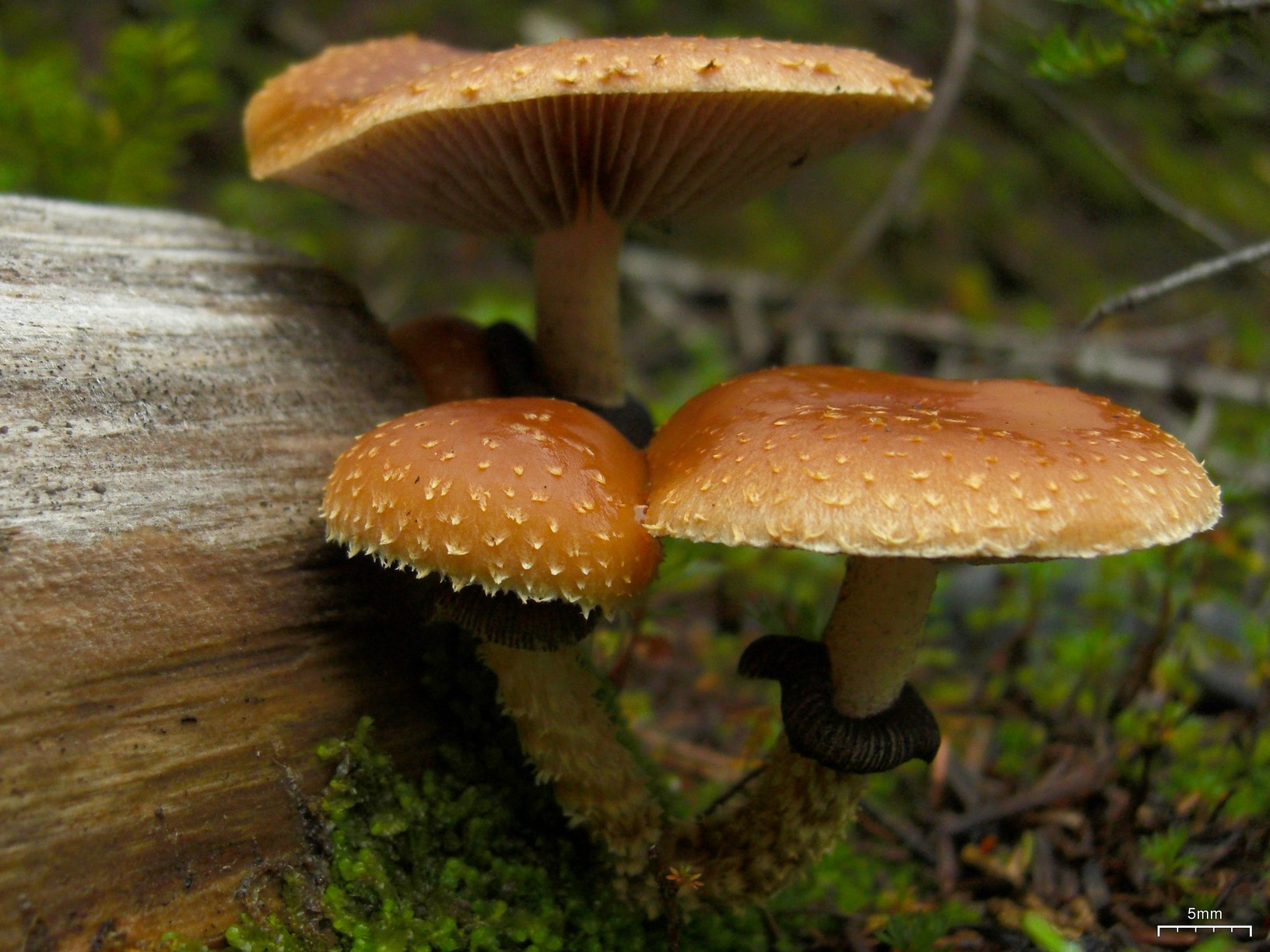
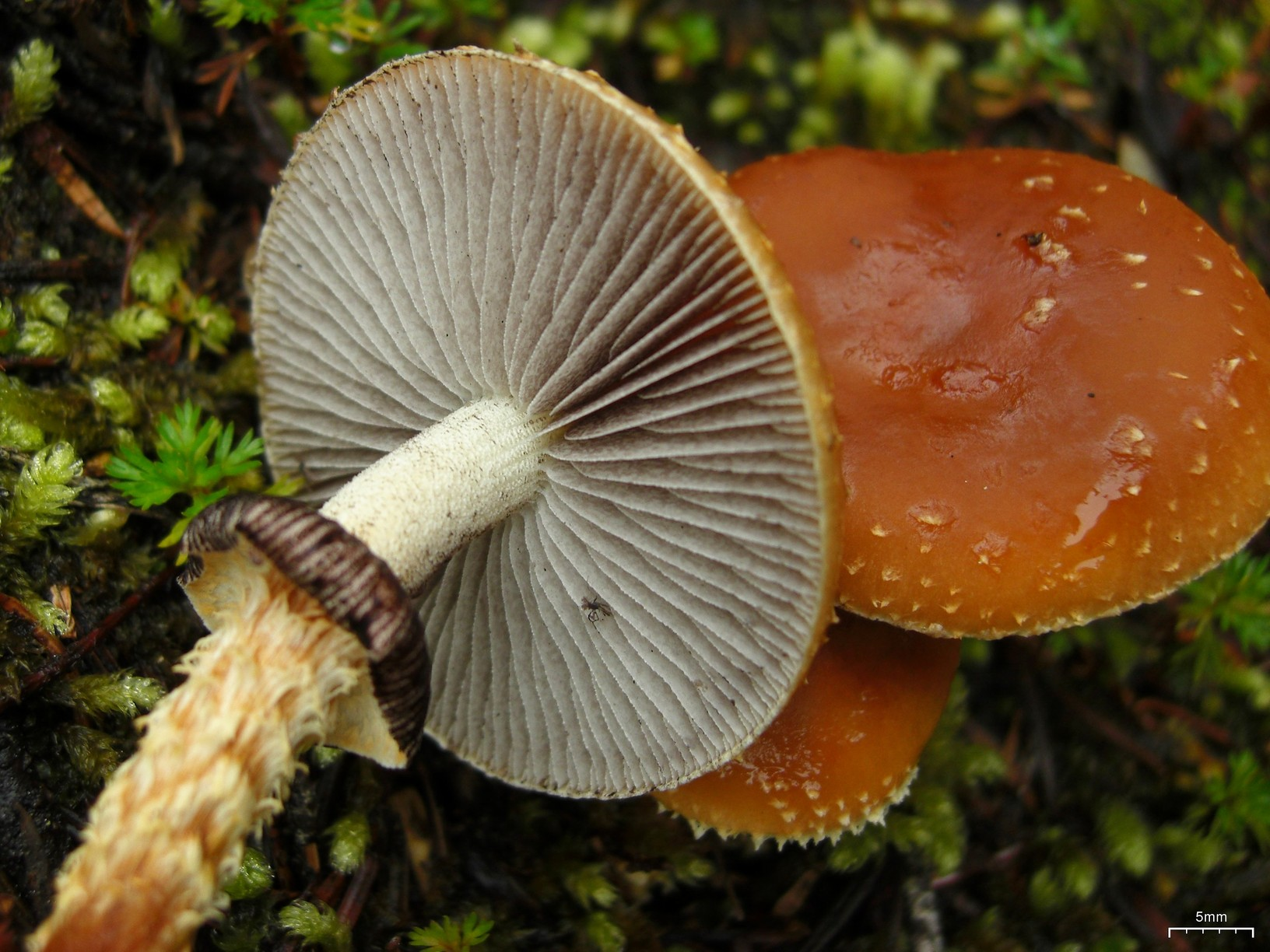